# Chiesa di Santo Stefano (Anghiari)
La chiesa di Santo Stefano è un edificio sacro che si trova in via della Battaglia ad Anghiari.
È un antichissimo edificio di culto, esempio di architettura alto-medievale (VII-VIII secolo) con evidenti caratteri d'influenza bizantino-ravennate. La chiesa è posta fuori dalla cinta muraria del paese e più precisamente all'inizio della pianura che giunge fino a Sansepolcro. È formata da un nucleo centrale a pianta quadrata, sui cui lati si aprono tre absidi sporgenti e un corpo quadrilatero con funzione di ingresso. All'interno le colonne con capitelli ionici sono elementi romani di spoglio. Contrastanti sono le interpretazioni sulla funzione e la cronologia di questa chiesa.
Più verosimile appare l'ipotesi che si trattasse di una chiesa cattolica costruita in età longobarda in contrapposizione a un'altra, oggi scomparsa, di culto ariano.
Pregevole la tavola quattrocentesca che si trova all'interno e che raffigura la Madonna con Bambino e Santi del pittore fiorentino Domenico di Michelino, purtroppo colpita dall'alluvione del 66'.